# شیخیم‌لی
شیخیم‌لی (به لاتین: Şıxımlı) یک منطقه مسکونی در جمهوری آذربایجان است که در شهرستان کردامیر واقع شده است. شیخیم‌لی ۲۰۳۱ نفر جمعیت دارد.